# 红毛椴科
红毛椴科（学名：Petenaeaceae）为腺椒树目的一个科。該科的下屬物種主要分佈於中部美洲的墨西哥 (恰帕斯州、塔巴斯科州)、伯利兹、危地马拉 (貝登省)。
红毛椴（分布于中美洲北部）最早归属于杜英科（Elaeocarpaceae），后来被归入椴科（Tiliaceae），但大多数作者都不确定其科属的亲缘关系。在被子植物系统发育类群分类（APG III）中，它被认为是地位未定的科。根据最近从危地马拉收集的一个样本进行的分子分析表明，其与非洲腺椒树目柳红莓科 柳红莓属（Gerrardina）存在着一种遥远的、弱支持的姐妹群关系。由于柳红莓属和红毛椴属不存在明显的近裔共征，因此提出了新的单属科红毛椴科。 多形的腺椒树目现在由四个小科组成：十齿花科（Dipentodontaceae）、柳红莓科（Gerrardinaceae）、红毛椴科和瘿椒树科（Tapisciaceae）。红毛椴是红毛椴属中唯一的物种。

## 下级分类
- 红毛椴属 Petenaea[3]
  - 红毛椴 Petenaea cordata Lundell[4]